# Triatoma barberi
Espèce
Triatoma barberi est un insecte hématophage comptant parmi les plus importants vecteurs de la maladie de Chagas. Il est retrouvé notamment dans les parties centrales et sud du Mexique.
On le connait aussi sous les noms de barbeiro (« barbier » en portugais) ou de « punaise embrassante » parce qu'il suce le sang de ses victimes la nuit en les mordant au visage.